# 中野市4人殺害事件
中野市4人殺害事件（なかのしよにんさつがいじけん）は、2023年5月25日に長野県中野市で発生した殺人事件。長野4人殺害事件とも呼ばれる。男A・М（当時31歳）が近隣に住む女性2人をサバイバルナイフで刺殺した他、通報を受けて駆けつけた長野県警察の警察官2人を猟銃で射殺し、翌日の未明まで自宅で立てこもりを続けた。
日本で発生した1つの事件で複数の警察官が殉職した事件は、1990年11月の第6次沖縄抗争以来、33年ぶりである。地方紙『北信ローカル』はこの事件について、刃物や猟銃で4人（うち2人は現役の警察官）が殺害されるという凄惨な事件であったことから、中野市内や北信地域、長野県内にとどまらず、日本全国のテレビや新聞でも連日にわたって大きく取り上げられ、地域に大きな影を落とした事件であると評している。

## 事件の経緯
2023年（令和5年）5月25日16時25分ごろから26分ごろ、長野県中野市江部の畑で、農作業をしていた住民から「男に女性が刺された」と消防に通報があった。16時35分ごろ、通報を受けて駆け付けた長野県中野警察署地域課のパトカーに対し、上下ともに迷彩柄の服を着用し、帽子とサングラスをつけたマスク姿のAが猟銃を発砲した。その後、Aはパトカー後方から助手席側へ回り込み、助手席から車外に出ようとした男性警部補をナイフで襲った。さらにAは屋外で発砲した後、畑の近くにある中野市議会の議長の家に立てこもった。刺された66歳の女性1人と現場に駆け付けて襲撃された男性警察官2人は病院に搬送されたが死亡が確認された。死亡確認時刻は女性が18時7分、男性警察官2人が18時18分と19時である。
長野県警察は17時33分、銃器のような物を持った男が逃走していると発表した。19時45分ごろに中野市危機管理課は近隣住民に屋内避難を呼び掛けるとともに、現場を中心とした半径約300メートルを避難区域に指定し、現場付近の国道403号と県道を全面通行止めとしたと発表した。
その後、Aは市議会議長の息子であることが報じられた。4人を襲撃したのちに自宅に戻って母親と叔母と立てこもり、自宅内で母親が、電話で父親が説得を試みた。母親の説得に対して、Aは「絞首刑は一気に死ねないから嫌だ」と出頭を拒否した。20時前後には男が猟銃で自殺を試み2発発砲したが失敗した。母親はその後20時30分過ぎに「私が撃ってあげる」と言って猟銃を受け取り、そのまま持って逃げ警察に保護された。22時41分ごろに長野県警察からの要請を受け、警視庁刑事部の特殊捜査班 (SIT) の隊員が現場に派遣された。また、神奈川県警察本部警備部の特殊部隊 (SAT) も派遣された。
翌26日の0時10分ごろに叔母も警察に保護された。26日4時37分ごろ、Aが捜査員に確保され、男は同日8時21分、巡査部長に対する殺人容疑で逮捕された。男が確保された直後（4時54分）には現場で倒れていた70歳の女性の死亡が確認され、犠牲者はあわせて4人となった。男は自宅前を散歩で通りかかった女性2人を襲撃した後、70歳の女性については殺害後台車に載せて自宅敷地内に運んだとみられる。

## 捜査
長野県警察は、事件発生翌日の26日正午より警察本部にて会見を開き、中野警察署に100人規模の捜査本部を設置したことを明らかにした。
Sは取り調べで女性2人を襲った理由について「以前から襲おうと思っていた」、また、警察官殺害の理由について「射殺されると思ったので駆けつけた警察官を殺した」などと供述して犯行を認めていたが、やがて「覚えていない」として（少なくとも警察官殺害については）容疑を否認した
男は逮捕後の27日午後、留置先の長野中央警察署から、長野地方検察庁へ送致され、地検は3カ月間の鑑定留置を経て、被疑者に刑事責任能力があると判断したため今後は地裁で裁判員裁判が開かれる予定である。

## 犠牲者
死因はいずれも失血死とされる。
女性W（当時70歳）
事件発生当日、女性Xとともに散歩をしており、中野市議会議長の自宅前を通りかかった際に男に刃物で襲われた。男が立てこもっていた現場近くに倒れていたため救出が困難となり、翌日の朝に救助された。
女性X（当時66歳）
女性Wが襲われた後にその場から逃げ出して近くにいた男性に助けを求めたが、男に捕まり刃物で複数回刺された。
男性警部補Y（当時46歳）
事件発生当時は巡査部長Zとともに田園地帯を巡回しており、拳銃不携帯・防弾チョッキ未装着の状態で現場に急行した。
パトカーの助手席側に乗っていたところを男に銃撃され、その後車外に出たところを刃物で複数回刺されたことが致命傷となったとみられる。
男性巡査部長Z（当時61歳）
パトカーを運転していたところを運転席側の窓の外から男に銃撃され、銃弾は胸を貫通していた。

## 犯人A
被疑者のA・Мは農業を営む31歳の男で、中野市議会議長や農薬販売会社の社長を務める父親を持つ、3人兄弟の長男だった。小中学校時代は野球に打ち込み、高校は近隣市にある県立校へ進学。東京都内の大学に入学後は首都圏で1人暮らしを始めたが、間もなく中退。知人らによれば「この頃から様子が変わった」とされ、他人とほとんど会話をしなくなった。実家に戻った後は父親の勧めもあり、近くの果樹園でブドウなどの栽培を開始。2019年に父親は軽井沢町内でジェラート販売店を始め、2022年に中野市に開いた2号店ではAも母親と働き、アイスクリームの味付けを研究していた 。一方で事件までのここ数年、消防団や祭りの保存会といった地域の活動に顔を出さなくなっていた。父親はAが確保された5月26日に市議を辞職し、6月8日には後任の議長が選任された。
Aは母親に対し、女性2人を襲った理由について「2人が話しながら散歩しているとき、自分のことを『独りぼっち』とばかにしていると思った」と説明していた。母親はAについて「大学時代に『独りぼっち』と言われていじめられ、そのことばに過剰に反応するところがあった」と話しており、務めていたジェラート店でも店を手伝っていた学生らが雑談で「東京では、ぼっちだね」と話すのを聞いたAが「俺がぼっちとばかにした」と激高するなどのトラブルを起こしていた。また、警察官2人を銃撃した理由については「駆けつけた警察官に殺されると思ったので、撃たれる前に猟銃を発射した」と説明していた。
Aは2015年1月以降、狩猟と標的射撃を目的に散弾銃などの所持について長野県公安委員会から許可を得ており、2015年1月に散弾銃1丁、2017年10月に別の散弾銃1丁と空気銃1丁、2019年2月に猟銃1丁の許可を取得していた。いずれの銃も銃砲刀剣類所持等取締法で義務づけられる3年に1回の更新手続きを済ませており、精神疾患などがないとする診断書も提出されていた。また、これとは別に県警は年1回、銃の所持者に対して健康や精神状態に問題がないかを面談で検査していたが、2023年2月の実施時も問題はなかった。一方で地元の狩猟関係者によれば、Aは地元の猟友会には入っていなかった。

## 反応
内閣官房長官の松野博一は、5月26日の記者会見において、事件について「ご冥福を申し上げるとともに、ご遺族に心よりお悔やみを申し上げる」と哀悼の意を表した上で、「現在、警察において犯行の経緯、背景を含め事件の全容解明に向け捜査を進めている」とし、「政府としては、銃器犯罪の根絶のため、引き続き関係機関が連携して対策を推進していく考えである」と述べた。

## 影響
- 2023年5月28日にTBS系『日曜劇場』（長野県では信越放送で放送）枠で放送されたドラマ『ラストマン-全盲の捜査官-』第6話の放送内容が本事件を連想させるものであったため、番組の冒頭に立てこもりのシーンが含まれている注意喚起のコメント、最後に被害者への追悼コメントがテロップにて流された[40]。

## 関連事件

### 朝日新聞記者による立てこもり中の容疑者宅立ち入り
長野県警は2023年6月23日、Aが自宅に立てこもった際に敷地内に無断で10分間立ち入ったとして、朝日新聞東京本社映像報道部の男性写真記者を住居侵入容疑で書類送検した。写真記者は朝日新聞の調査に対し、「容疑者宅とは知らずに入った」と話しているという。県警は容疑者宅から半径約300メートル以内を避難区域に指定して立ち入りを規制していたが、記者はこの約1時間前にも避難区域に侵入し、捜査員から職務質問を受けていた。朝日新聞社広報部は「取材目的であっても正当な業務を逸脱するもので、深くおわび申し上げる。再発防止を徹底するとともに、厳正に対処していく」とコメントした。2024年4月9日、飯山区検察庁は元記者を住居侵入罪で略式起訴した。飯山簡易裁判所は16日付で元記者に罰金10万円の略式命令を出した。